# GYPB
GYPB (англ. Glycophorin B (MNS blood group)) – білок, який кодується однойменним геном, розташованим у людей на короткому плечі 4-ї хромосоми. Довжина поліпептидного ланцюга білка становить 91 амінокислот, а молекулярна маса — 9 782.
| 10         |  | 20         |  | 30         |  | 40         |  | 50         |
| ---------- |  | ---------- |  | ---------- |  | ---------- |  | ---------- |
| MYGKIIFVLL |  | LSEIVSISAL |  | STTEVAMHTS |  | TSSSVTKSYI |  | SSQTNGETGQ |
| LVHRFTVPAP |  | VVIILIILCV |  | MAGIIGTILL |  | ISYSIRRLIK |  | A          |

A: Аланін

C: Цистеїн

E: Глутамінова кислота

F: Фенілаланін

G: Гліцин

H: Гістидин

I: Ізолейцин

K: Лізин

L: Лейцин

M: Метіонін

N: Аспарагін

P: Пролін

Q: Глутамін

R: Аргінін

S: Серин

T: Треонін

V: Валін

Задіяний у таких біологічних процесах як поліморфізм, альтернативний сплайсинг. 
Білок має сайт для зв'язування з сіаловими кислотами. 
Локалізований у клітинній мембрані, мембрані.